# Марк Петроний
Марк Петроний (на латински: Marcus Petronius; † 41 пр.н.е.) е римски политик на късната Римска република от фамилията Петронии. Той е в групата на заговорниците за убийството на Гай Юлий Цезар.
На Идите през март 44 пр.н.е. Марк Петроний е участник в атентата против римския диктатор. След загубата на Гай Касий Лонгин и на Марк Юний Брут в битката при Филипи (42 пр.н.е.) той бяга през 41 пр.н.е. заедно с други поддръжници на убийците на Цезар в Ефес. Триумвир Марк Антоний оправдава търсищите оправдание, които са намерили убежище в Храма на Артемида. Само Петроний е осъден и екзекутиран, понеже той директно е участвал в убийството на Цезар през 44 пр.н.е.
По времето на Цезар има няколко Петронии с военен ранг:
- През 53 пр.н.е. служи един Петроний като военен трибун при Крас и е свидетел на неговата смърт в боевете против партите;[2]
- Един М. Петроний служи като центурио в Цезаровия VIII легион и се саможертва при завладяването на Герговия за своите съ-войници (52 пр.н.е.).[3]